# Гусиноозерлаг
Гусино-Озерський ВТТ (рос. ГУСИНО-ОЗЕРСКИЙ ИТЛ, Гусиноозерлаг) — підрозділ, що діяв в системі виправно-трудових установ СРСР.

## Історія
Гусиноозерлаг був організований 21 листопада 1940 на базі одного з табірних відділень Букачачлага. Управління табору розміщувалося спочатку на станції Лондоко (?), Бурят-Монгольська АРСР, потім у селі Новоселенгинськ, Селенгинський район, Бурят-Монгольська АРСР. В оперативному командуванні воно підпорядковувалося Головному управлінню виправно-трудових таборів і колоній (ГУЛАГ), пізніше було перепідпорядковано Управлінню паливної промисловості (УТП), з липня 1941 року Головному управлінню таборів гірничо-металургійної промисловості (ГУЛГМП).
Максимальна одноразова кількість ув'язнених могла досягати понад 2000 осіб. Основним видом виробничої діяльності ув'язнених були роботи з видобутку вугілля на Гусиноозерському родовищі.
Гусиноозерлаг припинив своє існування 4 червня 1942.